# Anthidium unicum
Anthidium unicum är en biart som beskrevs av Morawitz 1875. Anthidium unicum ingår i släktet ullbin, och familjen buksamlarbin. Inga underarter finns listade i Catalogue of Life.